# Dragões do Império
O Grêmio Recreativo Escola de Samba Dragões do Império é uma agremiação carnavalesca da cidade de Manaus, Amazonas, no Brasil.
A escola, localizada no bairro de São Jorge na Zona Oeste de Manaus, foi fundada do dia 26 de abril de 2003 com o objetivo de resgatar assim as tradições do Carnaval no bairro, em que o mesmo deu origem à escola de samba de Manaus Unidos da Selva, fundada em novembro de 1970 Com a extinção dessa agremiação o bairro ficou esquecido por muito tempo sem uma referência carnavalesca. Assim, seu pavilhão máximo - a bandeira - representa a comunidade com suas cores e seu símbolo, o dragão, de acordo com a história do santo padroeiro do bairro.

## História
Em 2004 não esteve filiada a nenhuma liga carnavalesca, porém desfilou no Sambódromo de Manaus, sem competir mas como escola convidada por intermédio e esforço político de sua Madrinha Profa.Therezinha Ruiz , na época Secretária Municipal de Educação.
Ja no ano de  2005 impedida de desfilar no Sambodromo e com a garra de sua comunidade do Bairro de São Jorge realizou seu desfile na Avenida Eduardo Ribeiro no evento promovido pelo Governo do Estado chamado de " Carnaval do Povo" no qual chamou atenção da mídia e imprensa local para o fato ocorrido.
Onde no ano seguinte em  2006 retorna ao Sambodromo de Manaus como escola filiada e conquistado a terceira colocação pelo 2° grupo. Em 2008, ja desfilando pelo 2°Grupo, conseguindo o título no ano de 2008 com o enredo " A Lua, seus mistérios, encantos e Lendas Amazônicas, e consequentemente promoção, a desfilar no ano seguinte pelo Grupo de Acesso do Carnaval de Manaus.
Em 2009 trouxe como enredo "Eu sou mais o meu Império", título que remete ao Carnaval da escola carioca União da Ilha em 1993 ("Eu sou mais minha Ilha").
Em 2010 trouxe o enredo "Sua Excelência: O Café" e fez a homenagem ao Café.
Em 2011 conseguiu o campeonato do Grupo de Acesso A, ascendendo ao Grupo Especial com o enredo "E Agora eu vou... Ao Vivo e a Cores" que remete a releitura de seu próprio enredo em 2005 quando desfilou na Avenida Eduardo Ribeiro , no centro da Cidade de Manaus, uma vez impedida de desfilar no Centro de Convenções, o "Sambódromo".
Em 2012, pela primeira vez no Grupo Especial, a escola homenageou a História do Circo com o enredo "A Dragões do Império é Show... a História e a Magia do Circo chegou, Vamos Sorrir, Vamos Gargalhar".
Em 2023, pela SEGUNDA vez no Grupo Especial com Barracão no Carnaval de 2024, a escola homenageou a História do BOSQUINHO POETA com o enredo "BOSQUINHO POETA – A ESTRELA POÉTICA DE UM SONHADOR, HOJE BRILHA NA DRAGÕES DO IMPÉRIO". Onde foi grandioso com as maiores nota do Carnaval de 2023 do Grupo de Acesso A.

## Segmentos

### Presidentes
| Ano         | Presidente       | Vice-Presidente                | Ref   |
| ----------- | ---------------- | ------------------------------ | ----- |
| 2003 - 2006 | Vanderlúcio Mota | Demétrio Mathias               |       |
| 2007        | Vanderlúcio Mota | Alessandro / Paulo José Pessoa |       |
| 2008        | Francisco Pinto  | Paulo José Pessoa              |       |
| 2009 - 2010 | Vanderlúcio Mota | Paulo José Pessoa              |       |
| 2011-2014   | Veromárcio Melo  | Léia                           |       |
| 2015 - 2016 | Alfredo Campos   | Fabiano Fayal                  | [ 3 ] |
| 2017 - 2020 | Alfredo Campos   | Fabiano Fayal                  |       |
| 2021 - 2025 | Carlos Silva     | Jefferson Cortezão             |       |
| 2026 - 2030 |                  |                                |       |

### Diretores
| Ano  | Diretor de Carnaval | Diretor de Harmonia    | Mestre de Bateria | Ref. |
| ---- | ------------------- | ---------------------- | ----------------- | ---- |
| 2004 | -                   | -                      | Jhames Bessa      |      |
| 2005 | -                   | -                      | Jhames Bessa      |      |
| 2006 | -                   | -                      | Jhames Bessa      |      |
| 2007 | -                   | Manelzinho / Halley    | Jhames Bessa      |      |
| 2008 | Paulo José Pessoa   | Mica                   | Preto             |      |
| 2009 | Paulo José Pessoa   | Mica                   | Jhames Bessa      |      |
| 2010 | Paulo José Pessoa   | Mica                   | Jhames Bessa      |      |
| 2011 | Paulo José Pessoa   | Neia                   | Jhames Bessa      |      |
| 2012 | Paulo José Pessoa   | Neia                   | Jhames Bessa      |      |
| 2013 | Paulo José Pessoa   | Neia                   | Jhames Bessa      |      |
| 2014 | Paulo José Pessoa   | Neia                   | Jhames Bessa      |      |
| 2015 | Carlos Silva        | Comissão Harmonia      | Preto             |      |
| 2016 | Carlos Silva        | Comissão Harmonia      | Bijú              |      |
| 2017 | Carlos Silva        | Comissão Harmonia      | Bijú              |      |
| 2018 | Carlos Silva        | Comissão Harmonia      | Markwell Motta    |      |
| 2019 | Carlos Silva        | Comissão Harmonia      | Markwell Motta    |      |
| 2020 | Carlos Silva        | Jeferson Auto Escola   | Markwell Motta    |      |
| 2021 | Carlos Silva        | Jeferson Auto Escola   | Jose Carlos       |      |
| 2022 | Carlos Silva        | Jeferson Auto Escola   | Jose Carlos       |      |
| 2023 | Carlos Silva        | Aroldo e Diretores RUL | Jose Carlos       |      |
| 2024 | Carlos Silva        |                        | San               |      |

### Casais de Mestre-Sala e Porta-Bandeira
| Ano  | Primeiro Casal  | Primeiro Casal | Segundo Casal    | Segundo Casal      | Terceiro Casal | Terceiro Casal | Ref. |
| Ano  | Mestre-Sala     | Porta-Bandeira | Mestre-Sala      | Porta-Bandeira     | Mestre-Sala    | Porta-Bandeira | Ref. |
| ---- | --------------- | -------------- | ---------------- | ------------------ | -------------- | -------------- | ---- |
| 2012 | Ulisses Aquino  | Aline Santos   | Emanoel Neto     | Priscila Espíndola |                |                |      |
| 2013 | Ulisses Aquino  | Aline Santos   | Emanoel Neto     | Grace Campos       |                |                |      |
| 2014 | Ulisses Aquino  | Aline Santos   | Emanoel Neto     | Adrielly Sulivan   |                |                |      |
| 2015 | Ulisses Aquino  | Aline Santos   | Emanoel Neto     | Adrielly Sulivan   |                |                |      |
| 2016 | Ulisses Aquino  | Aline Santos   | Wellington Diego | Claudiane          |                |                |      |
| 2017 | Emanoel Neto    | Aline Santos   | Wellington Diego | Claudinane         |                |                |      |
| 2018 | Emanoel Neto    | Aline Santos   | Wellington Diego | Claudinane         |                |                |      |
| 2019 | Rogerinho       | Aline Santos   | Wellington Diego | Claudinane         |                |                |      |
| 2020 | Luan Vieira     | Joyce Santos   | Ney              | Fernanda           |                |                |      |
| 2021 | Luciano Maquine | Joyce Santos   | Mario Raposo     | Vanusa Raposo      |                |                |      |
| 2022 | Luciano Maquine | Joyce Santos   | Mario Raposo     | Vanusa Raposo      |                |                |      |
| 2023 | Luciano Maquine | Joyce Santos   | Mario Raposo     | Vanusa Raposo      |                |                |      |
| 2024 |                 |                |                  |                    |                |                |      |

### Corte de Bateria
| Ano  | Rainha Bateria   | Rainha Escola   | Rei Momo      | Ref. |
| ---- | ---------------- | --------------- | ------------- | ---- |
| 2012 | Sandy Salum      |                 |               |      |
| 2013 | Sandy Salum      |                 |               |      |
| 2014 | Adrielle Furtado |                 |               |      |
| 2015 | Mayla Jessika    |                 |               |      |
| 2016 | Adriana Silva    |                 |               |      |
| 2017 | Leidy Keron      |                 |               |      |
| 2018 | Victória Aleixo  |                 |               |      |
| 2019 | Kamila Amoedo    |                 |               |      |
| 2020 | Sthefany Vilaça  |                 |               |      |
| 2021 | Sthefany Vilaça  |                 |               |      |
| 2022 | Sthefany Vilaça  | Kamila Amoedo   |               |      |
| 2023 | Sthefany Vilaça  | Kennya Carolina | Andre Andrade |      |
| 2024 | Sthefany Vilaça  | Kennya Carolina | Andre Andrade |      |

## Carnavais
| Ano                                                                           | Colocação         | Grupo             | Enredo | Carnavalesco                                                   | Intérprete         | Ref   |
| ----------------------------------------------------------------------------- | ----------------- | ----------------- | --- | -------------------------------------------------------------- | ------------------ | ----- |
| 2004                                                                          | Sem Classificação | Sem Classificação | São Jorge, Uma Viagem ao Templo da Criação em Nome do Amor Universal                                                        | Veromárcio Melo                                                |                    |       |
| 2005                                                                          | Sem Classificação | Sem Classificação | E Agora eu Vou... Ao Vivo e à Cores!                                                                                        | Veromárcio Melo                                                | Vilsinho de Cima   |       |
| 2006                                                                          | 3º lugar          | Grupo 2           | Dragões do Império Honrosamente Apresenta: "Terezinha Ruiz, a Imperatriz da Educação"                                       | Veromárcio Melo                                                |                    |       |
| 2007                                                                          | 5º lugar          | Grupo 2           | Do General Osório à Bola da Suframa, 50 Anos de Festival Contados no Carnaval                                               | Veromárcio Melo                                                |                    |       |
| 2009                                                                          | 4º lugar          | Acesso            | Eu sou mais o meu Império                                                                                                   | Veromárcio Melo                                                |                    |       |
| 2008                                                                          | Campeão           | Grupo 2           | A Lua, seus Mistérios, encantos e Lendas Amazônicas                                                                         | Genivaldo Nascimento ( In memorium)                            |                    |       |
| 2010                                                                          | 4º lugar          | Acesso            | Sua Excelência: O Café | Veromárcio Melo                                                |                    |       |
| 2011                                                                          | Campeão           | Acesso A          | E Agora eu Vou... Ao Vivo e à Cores!                                                                                        | Veromárcio Melo                                                | Bruno do Império   |       |
| 2012                                                                          | Desclassificada   | Especial          | A Dragões do Império é show... a história e a magia do circo chegou, vamos sorrir, vamos gargalhar                          | Genivaldo Nascimento (in memorium)                             | Bruno do Império   | [ 4 ] |
| 2013                                                                          | 5º lugar          | Acesso A          | Mulheres do Brasil, Cantoras do Amazonas                                                                                    | Veromárcio Melo                                                |                    |       |
| 2014                                                                          | 5º lugar          | Acesso A          | Caminhos segui, a origem encontrei: Dança da Caxemira, a jóia rara da Índia                                                 | Veromárcio Melo                                                |                    |       |
| 2015                                                                          | 4º lugar          | Acesso A          | Kid Mahall: é cultura, é arte, é popular                                                                                    | Jorge Ricardo Castro                                           | Huauiesom - Kabeça |       |
| 2016                                                                          | Vice-campeã       | Acesso A          | Do Rio de Janeiro para Manaus... chegou Sidney Myngal! Sorria! Se tem Carnaval e tem Alegria.....tem Poesia                 | Jorge Ricardo Castro e Carlos Silva                            | Tuninho JR         |       |
| 2017                                                                          | 5º lugar          | Acesso A          | Nos Sonhos do Menino reflete a alma do Sambista: Malheiros Júnior no Império da Poesia                                      | Jorge Ricardo, Carlos Silva, Edmundo Martins e Veromárcio Melo | Marden Gonçalves   |       |
| 2018                                                                          | Vice-campeã       | Acesso A          | Salve Jorge! Renato, o Guerreiro Iluminado! Compositores:Marlon Oliveira, Roberto Araújo, Moysés Oliveira e Leandro Colares | Jorge Ricardo Castro e Carlos Silva                            | Marden Gonçalves   |       |
| 2019                                                                          | 3º lugar          | Acesso A          | Sandro Paulista, o Perreché do Brasil                                                                                       | Jorge Ricardo Castro e Carlos Silva                            | Marden Gonçalves   |       |
| 2020                                                                          | 7º lugar          | Acesso A          | Dragões do Império Abraça Esta Causa, Compartilhando Histórias e Multiplicando Sorrisos                                     | Jorge Ricardo Castro e Veromárcio Melo                         | Bruno do Império   |       |
| Devido à pandemia do novo Coronavírus, não houve carnaval nos anos de 2021... |                   |                   | |                                                                |                    |       |
| 2022                                                                          | Live              | Acesso A          | Dragões do Império e seus Enredos passados                                                                                  | Jorge Ricardo Castro                                           | Bruno do Império   |       |
| 2023                                                                          | Campeão           | Acesso A          | Bosquinho Poeta – A estrela poética de um sonhador, hoje reina na Dragões do Império                                        | Jorge Ricardo Castro                                           | Bruno do Império   | [ 5 ] |
| 2024                                                                          |                   | Especial          | | Jorge Ricardo Castro e Carlos Silva                            | Bruno do Império   |       |